# Zabavni Radio
Zabavni Radio je privatna glazbena hrvatska radijska postaja s koncesijom za šire područje grada Zagreba (Grad Zagreb, Dugo Selo, Općina Brckovljani i Općina Rugvica), koja emitira svoj program od 1992. godine. Program se bazira na domaćoj i stranoj popularnoj glazbi te lokalnim vijestima. Zabavni je bitan čimbenik u društvenoj zajednici Grada Zagreba, Zagrebačke županije i Dugog Sela: informira, zabavlja, prati zbivanja, podržava akcije, organizira događanja. Zabavni je sljedbenik Radio Martina. 

## Program
Popularne emisije i voditelji:
Vickova budilica (voditelj Trpimir Vicković - Vicko)
Zabavno na Zabavnom (voditelj Jelena Ucović)
Od posla do doma (voditelj Vjeko Vugrić)
Hit Fm (voditelj Ivan Pavlinić)
Dj Time (voditelj Dj Hot J)
Štikleci i oblizeki (voditelj Nikola Martek)

## Pokrivenost
Dva Fm odašiljača s dvije frekvencije emitiranja: 90,3 i 101,8 MHz
- Grad Zagreb
- Zagrebačka županija

### Dijelovi susjednih županija:
- Bjelovarsko-bilogorska
- Sisačko-moslavačka
- Krapinsko-zagorska

## Vanjske poveznice
- Zabavni radio - službene stranice (hrvatski)
- Radio Martin - službene stranice (hrvatski)